# Lincoln Child
Pour les articles homonymes, voir Child.
Œuvres principales
- Cycle Pendergast

Lincoln Child, né le 13 octobre 1957 à Westport dans le Connecticut, est un écrivain américain. Il est l'auteur de plusieurs romans dans le genre du techno-thriller qu'il a écrit seul ou en collaboration avec Douglas Preston.

## Biographie
Après un master en littérature anglaise au Carleton College de Northfield (Minnesota), Lincoln Child obtient en 1979 un poste d'éditorialiste-adjoint chez St. Martin's Press à New York. En 1984 il y est promu éditeur. À ce poste, il édite des centaines de livres, pour la plupart des fictions anglaises et américaines.
En 1987, après avoir créé la collection « horreur », il quitte St. Martin's Press et devient analyste chez MetLife. C'est à ce moment-là qu'il rencontre Douglas Preston avec qui il publiera en 1995 Relic, son premier roman. Quelques années plus tard, il quitte son poste pour se consacrer à plein temps à l'écriture.
Lincoln Child vit maintenant à Morristown dans le New Jersey.

## Œuvres

### Seul

#### SérieJeremy Logan
1. Deep Storm, Michel Lafon, 2007 ((en) Deep Storm, 2007)
2. La Bête d'Alaska, Ombres noires, 2016 ((en) Terminal Freeze, 2009)
3. La Troisième Porte, Michel Lafon, 2013 ((en) The Third Gate, 2012)
4. Projet Sin, Ombres noires, 2015 ((en) The Forgotten Room, 2015)
5. Sang de lune, Pygmalion, 2018 ((en) Full Wolf Moon, 2017)
6. (en) Chrysalis, 2022

#### Romans indépendants
- (en) Utopia, 2002, réédité sous le titre (en) Lethal Velocity, 2016.
- (en) Death Match, 2004

### En collaboration avec Douglas Preston

#### Cycle Pendergast
- Superstition, Robert Laffont, 1996 ((en) Relic, 1995)La première édition en français se nommait Superstition (ISBN 978-2221079508), plus tard été réédité en français sous le titre Relic par plusieurs éditeurs  (ISBN 978-2266078931),  (ISBN 978-2290014257),  (ISBN 978-2809800487)
- Le Grenier des enfers, Robert Laffont, 1999 ((en) Reliquary, 1997)
- Les Croassements de la nuit, L'Archipel, 2005 ((en) Still Life with Crows, 2003)
- Trilogie Diogène :
  - Le Violon du diable, J'ai lu, 2004 ((en) Brimstone, 2004)
  - Danse de mort, L'Archipel, 2007 ((en) Dance of Death, 2005)
  - Le Livre des trépassés, L'Archipel, 2008 ((en) The Book of the Dead, 2006)
- Croisière maudite, L'Archipel, 2009 ((en) The Wheel of Darkness, 2007)
- Valse macabre, L'Archipel, 2010 ((en) Cemetery Dance, 2009)
- Trilogie Helen :
  - Fièvre mutante, L'Archipel, 2011 ((en) Fever Dream, 2011)
  - Vengeance à froid, L'Archipel, 2012 ((en) Cold Vengeance, 2011)
  - Descente en enfer, L'Archipel, 2013 ((en) Two Graves, 2012)
- Tempête blanche, L'Archipel, 2014 ((en) White Fire, 2013)
- Labyrinthe fatal, L'Archipel, 2015 ((en) Blue Labyrinth, 2014)
- Mortel Sabbat, L'Archipel, 2016 ((en) Crimson Shore, 2015)
- Noir Sanctuaire, L'Archipel, 2017 ((en) The Obsidian Chamber, 2016)
- Nuit sans fin, L'Archipel, 2018 ((en) City of Endless Night, 2017)
- Offrande funèbre, L'Archipel, 2019 ((en) Verses for the Dead, 2019)
- Rivière maudite, L'Archipel, 2020 ((en) Crooked River, 2020)
- A devenir fou in Face à Face, Fleuve Noir, collection 12/21, 2020 (Face Off, 2014), Policier, Thriller, trad. Maxime Berrée  (ISBN 2265154709)Écrit avec R. L. Stine & Douglas Preston. Anthologie réunie par David Baldacci - 11 nouvelles rédigées par des équipes de deux à trois auteurs.
- La Cité hantée, L'Archipel, 2022 ((en) Bloodless, 2021)
- Trilogie du Dr Leng :
  - La Chambre des curiosités, L'Archipel, 2003 ((en) The Cabinet of Curiosities, 2002)
  - Le Cabinet du Dr Leng, L'Archipel, 2023 ((en) The Cabinet of Dr. Leng, 2023)
  - L'Ange de la vengeance, L'Archipel, 2025 ((en) Angel of Vengeance, 2024)
- (en) Pendergast: The Beginning, 2026

#### Cycle Gideon Crew
- R pour revanche, L'Archipel, 2012 ((en) Gideon's Sword, 2011)
- C comme cadavre, L'Archipel, 2013 ((en) Gideon's Corpse, 2012)
- S comme survivre, L'Archipel, 2014 ((en) The Lost Island, 2014)
- A comme apocalypse, L'Archipel, 2016 ((en) Beyond the Ice Limit, 2016)
- T comme Tombeau, L'Archipel, 2018 ((en) The Pharaoh Key, 2018)

#### Cycle Nora Kelly
En 2019, Preston et Child publient le premier volet d'une série dont l'héroïne est Nora Kelly, chercheuse au musée américain d'histoire naturelle, apparue dans le roman Les Sortilèges de la cité perdue en 1998.
- Tombes oubliées, L'Archipel, 2020 ((en) Old Bones, 2019)
- Le Dard du scorpion, L'Archipel, 2021 ((en) The Scorpion's Tail, 2021)
- L'Antre du Diable, L'Archipel, 2022 ((en) Diablo Mesa, 2022)
- La Montagne de la mort, L'Archipel, 2024 ((en) Dead Mountain, 2023)
- Le Désert de la mort, L'Archipel, 2025 ((en) Badlands, 2025)

#### Autres romans avec Douglas Preston
- Cauchemar génétique ((en) Mount Dragon, 1996)
- Le Piège de l'architecte ((en) Riptide, 1998)
- Les Sortilèges de la cité perdue ((en) Thunderhead, 1999)Préalablement édité par France Loisirs sous le titre Tonnerre sur la cité perdue (ISBN 978-2-7441-4041-9)
- Ice Limit ((en) The Ice Limit, 2000)

## Prix et nomination

### Nomination
- Prix Thriller 2014 du meilleur roman pour White Fire[2]